# Горњи Присјан
Горњи Присјан је насеље у Србији у општини Власотинце у Јабланичком округу. Према попису из 2022. било је 79 становника. Горњи Присјан сеналази на регионалном путу Ниш - Велико Боњинце - Бабушница односно Ниш - Велико Боњинце - Свође - Власотинце. Горњи Присјан се налази у котлини Заплање на 56 километара од Ниша.

## Демографија
У насељу Горњем Присјану живело је 2002.године 256 пунолетних становника, а просечна старост становништва износи 60,2 година (57,9 код мушкараца и 62,2 код жена). У насељу има 142 домаћинства, а просечан број чланова по домаћинству је 1,90. Процена броја становника за 2021. годину износи 93.
Ово насеље је великим делом насељено Србима (према попису из 2002. године), а у последња три пописа, примећен је пад у броју становника.
|  |

| Демографија | Демографија | Демографија |
| Година      | Становника  | Становника  |
| ----------- | ----------- | ----------- |
| 1948.       | 942         |             |
| 1953.       | 923         |             |
| 1961.       | 840         |             |
| 1971.       | 722         |             |
| 1981.       | 561         |             |
| 1991.       | 404         | 373         |
| 2002.       | 270         | 293         |
| 2011.       | 163         |             |
| 2022.       | 79          |             |

| Година пописа     | 1948. | 1953. | 1961. | 1971. | 1981. | 1991. | 2002. |
| ----------------- | ----- | ----- | ----- | ----- | ----- | ----- | ----- |
| Број домаћинстава | 158   | 160   | 169   | 184   | 168   | 151   | 142   |

| Број чланова      | 1  | 2  | 3 | 4 | 5 | 6 | 7 | 8 | 9 | 10 и више | Просек |
| ----------------- | -- | -- | - | - | - | - | - | - | - | --------- | ------ |
| Број домаћинстава | 54 | 68 | 7 | 7 | 5 | 1 | 0 | 0 | 0 | 0         | 1,90   |

| Пол    | Укупно | Неожењен/Неудата | Ожењен/Удата | Удовац/Удовица | Разведен/Разведена | Непознато |
| ------ | ------ | ---------------- | ------------ | -------------- | ------------------ | --------- |
| Мушки  | 122    | 19               | 84           | 17             | 1                  | 1         |
| Женски | 137    | 5                | 89           | 42             | 1                  | 0         |
| УКУПНО | 259    | 24               | 173          | 59             | 2                  | 1         |

| Пол    | Укупно                    | Пољопривреда, лов и шумарство | Рибарство                            | Вађење руде и камена | Прерађивачка индустрија       |
| ------ | ------------------------- | ----------------------------- | ------------------------------------ | -------------------- | ----------------------------- |
| Мушки  | 45                        | 31                            | 0                                    | 0                    | 4                             |
| Женски | 33                        | 27                            | 0                                    | 0                    | 1                             |
| УКУПНО | 78                        | 58                            | 0                                    | 0                    | 5                             |
| Пол    | Производња и снабдевање   | Грађевинарство                | Трговина                             | Хотели и ресторани   | Саобраћај, складиштење и везе |
| Мушки  | 1                         | 0                             | 2                                    | 0                    | 0                             |
| Женски | 0                         | 0                             | 1                                    | 0                    | 0                             |
| УКУПНО | 1                         | 0                             | 3                                    | 0                    | 0                             |
| Пол    | Финансијско посредовање   | Некретнине                    | Државна управа и одбрана             | Образовање           | Здравствени и социјални рад   |
| Мушки  | 0                         | 0                             | 1                                    | 3                    | 1                             |
| Женски | 0                         | 0                             | 0                                    | 2                    | 2                             |
| УКУПНО | 0                         | 0                             | 1                                    | 5                    | 3                             |
| Пол    | Остале услужне активности | Приватна домаћинства          | Екстериторијалне организације и тела | Непознато            | Непознато                     |
| Мушки  | 0                         | 0                             | 0                                    | 2                    | 2                             |
| Женски | 0                         | 0                             | 0                                    | 0                    | 0                             |
| УКУПНО | 0                         | 0                             | 0                                    | 2                    | 2                             |

| Етнички састав према попису из 2002.‍ | Етнички састав према попису из 2002.‍ | Етнички састав према попису из 2002.‍ | Етнички састав према попису из 2002.‍ | Етнички састав према попису из 2002.‍ |
| ------------------------------------ | ------------------------------------ | ------------------------------------ | ------------------------------------ | ------------------------------------ |
|                                      |                                      |                                      |                                      |                                      |
| Срби                                 | Срби                                 |                                      | 268                                  | 99,25%                               |
| Роми                                 | Роми                                 |                                      | 1                                    | 0,37%                                |
| непознато                            | непознато                            |                                      | 1                                    | 0,37%                                |

| Етнички састав према попису из 2022.‍ | Етнички састав према попису из 2022.‍ | Етнички састав према попису из 2022.‍ | Етнички састав према попису из 2022.‍ | Етнички састав према попису из 2022.‍ |
| ------------------------------------ | ------------------------------------ | ------------------------------------ | ------------------------------------ | ------------------------------------ |
|                                      |                                      |                                      |                                      |                                      |
| Срби                                 | Срби                                 |                                      | 60                                   | 75,9%                                |
| Роми                                 | Роми                                 |                                      | 19                                   | 24,1%                                |

## Галерија
- Пут поред насеља
- Једна кућа
- Поглед на село и Суву Планину
- Засеок
- Залазак Сунца
- Некадашња кафана поред пута 2023.г.